# ماركو أورينيا
ماركوس دانيلو أورينيا بالوس (بالإسبانية: Marco Danilo Ureña Porras)‏ لاعب كرة قدم كوستاريكي ، يلعب في نادي كوبان كراسنودار في الدوري الروسي الممتاز ومنتخب كوستاريكا لكرة القدم شارك في بطولة كأس العالم 2014 المقامة في البرازيل .

## روابط خارجية
- ماركو أورينيا على موقع الاتحاد الدولي (مؤرشف)  (الإنجليزية)
- ماركو أورينيا على موقع دوري كوريا الجنوبية (الإنجليزية)
- ماركو أورينيا على موقع الدوري الأمريكي (الإنجليزية)
- ماركو أورينيا على موقع قاعدة بيانات كرة القدم.إي يو (الإنجليزية)
- ماركو أورينيا على موقع ناشيونال فوتبول تيمز (الإنجليزية)
- ماركو أورينيا على موقع Soccerway.com (الإنجليزية)
- ماركو أورينيا على موقع عالم كرة القدم.نت (الإنجليزية)
- ماركو أورينيا على موقع كووورة
- ماركو أورينيا على موقع AS.com (الإسبانية)